# Szyszko herbu Dołęga

Herb Dołęga

Szyszko herbu Dołega – starodawny ród polski, który zamieszkiwał na Litwie.

## Legenda herbowa
Herb Dołega się w Polsce urodził: bo gdy Bolesław Krzywousty z Prusakami wojował, rycerz Dołęga nazwany, herbu Pobóg, z boku z zasadzki, wodza Pruskiego wojska, tak dobrze z kuszy ugodził, ze go z konia zwalił i z życia wyzuł; czym przestraszeni ludzie jego, snadniej potem od Polskiej szabli porażeni zostali. Za tę przysługę od Króla do ojczystego herbu swego, wziął strzałę w przydatku, a herb od imienia jego Dołęga nazwany. Mnie się zda, że starszy ten herb od czasów Bolesława Krzywousta: bo dobrze za panowania jego, już tego domu familianci w senacie zasiadali. Niektórzy przydają, że herb Niezgoda, od Dołęgi wziął swoje początki. 

## Pochodzenie
Protoplasta rodu Szyszko, Dołęga był wojem litewskim pochodzenia polskiego, panem na włościach w Litwie, na zamku Szyszko. Był poganinem, będąc uwięzionym w Krakowie, ukończył tam kolegium i wziął następnie udział w pierwszej krucjacie (1096 r.). Kiedy opuszczał Jerozolimę, w czasie powrotu do Polski Dołęga się ochrzcił i przyjął herb "Dołęga" - w polu błękitnym krzyż kawalerski złoty na barku srebrnej podkowy. Ze środka podkowy wychodzi strzała srebrna żeleźcem na dół. W klejnocie skrzydło czarne przeszyte strzałą srebrną.
Kolejnym Szyszko, o którymś coś wiadomo był Michał w roku 1373 kasztelan na zamku w Wyszogrodzie. W czasie Unii polsko - litewskiej (1387 r.) należał do senatu narodów walczących w 1410 r. pod Grunwaldem. Jego wnuk Teodor, urodzony w 1465 r. rozpoczyna drzewo genealogiczne familii Szyszko.

## Linie rodowe
- Linia Litewska (Nowogrodzka)
- Linia Ukraińska (Woznieseńsk)

## Siedziby rodowe
- Majątek Perepeczyce, powiat lidzki
- Majątek Siemiankowszczyzna.
- Majątek Dołysa w powiecie połockim
- Majątek Józefowo, powiat lidzki woj. Nowogrodzkie.

## Związki rodzinne
Maria Szyszko (12.11.1862 - 1945 r.) żona Wacława Szemioth (1858 - 1950 r.) Pełnił funkcję sekretarza w Związku Lekarzy - Mieszkali w Warszawie
Jadwiga Szyszko (1880 Woznieseńsk  - 27.12.1965 r.)żona Pawła ks. Tumaniszwili (1870 Tbilisi - 1935 Suwałki), marszałek szlachty gruzińskiej,  od 1924 r. szef emigracyjnego Komitetu Gruzińskiego. Pochowany na cmentarzu parafialnym w Suwałkach.

## Wybrani przedstawiciele
- Daniel Kazimierz Szyszko (zm. 1756 r.) kasztelan nowogrodzki[2]

- Kazimierz Szyszko (1710 - 16.02.1767 r.) starosta łowicki, kasztelan nowogrodzki. Majątek Siemiankowszczyzna, żona Róża Rowińska (ur. 1730 r.)

- Józef Szyszko (zm. 1807 r.) Radca tytularny w 1869 r.[3] Starosta łowicki[4] Sędzia ziemski powiatu lidzkiego oraz poseł na sejm grodzieński[5], żona Katarzyna Klimowicz

- Józef Szyszko (1788 - 11.12.1858 r.) Rejent ziemski powiatu wileńskiego w 1828 r.[6] Radca tytularny w 1849 r.[7] Majątek Józefowo, powiat Lida. Pochowany w Wilnie na Starej Rossie 05-C-012, żona Maria Rossudowska (1809 - 27.03.1872 r.) pochowana obok męża w Wilnie na Starej Rossie 05-C-012.

- Cezary Szyszko (27.03.1825 -  1898 r. Żytomierz) absolwent Pawłowskiego Korpusu Kadetów w Petersburgu (1846 r.), generał - 1890, mieszkał w Kiszyniowie, żona Kassylda Łukaszewicz (29.12.1836 r. Lwowszczyzna)

- Józef Szyszko (13.12.1866 Woznieseńsk - 22.07.1927 Bratuseni) dyrektor banku w Kiszyniowie. Ożenił się z Elizą Kuźmińską sukcesorką rumuńskiego rodu Gafenco

- Elisabeta Szyszko (10.09.1905 Bratuseni - 1961 r. Bukareszt). Rumuńska poetka znana jako Lotis Dolenga.

- Cezary Julian Szyszko (30.10.1872 Woznieseńsk - 11.02.1938 Poznań). Prezesa Sądu Apelacyjnego w Poznaniu, żona Anna Skorodzińska

- Otton Dominik Szyszko (23.07.1834 Józefów - 10.1892 Dyneburg). Płk armii ros. Walczył w wojnie krymskiej. Emerytowany generał major, żona b. Maria Afanasjew

- Leonard Szyszko (12.02.1867 - 1935 Wilno). Majątek Perepeczyce, powiat lidzki, żona Helena Skarbowska (19.05.1867 - 03.1946 Wilno)

- Mieczysław Szyszko (13.02.1896 Dyneburg - 23.02.1977 Bydgoszcz), architekt, żona Jadwiga Terlecka (08.09.1906 Wirkowice - 25.08.2010 r.)

- Gierard Szyszko (27.10.1933 Białowieża - 6.05.2014 r.), malarz, architekt,  żona Maria Mysłowska (29.08.1931 Kraków - 06.08.2016 Londyn) historyk sztuki i konserwator zabytków, studia na UJ i Un. Toruńskim - ostatnia z linii galicyjskiej Mysłowskich.